# Procuratore generale dell'Albania
Il procuratore generale dell'Albania (in albanese Prokuror e Përgjithshme e Shqipërisë) è la principale autorità giudiziaria dell'Albania e svolge il ruolo di pubblico ministero per conto dello Stato.
L'attuale Procuratore generale è Olsian Çela, in carica dal 6 dicembre 2019.

## Elenco
| Procuratore generale | Procuratore generale | Mandato          | Mandato           |
| Procuratore generale | Procuratore generale | Inizio           | Fine              |
| -------------------- | -------------------- | ---------------- | ----------------- |
|                      | Bedri Spahiu         | 26 gennaio 1945  | 1949              |
|                      | Siri Çarçani         | 12 giugno 1951   |                   |
|                      | Aranit Çela          | 21 giugno 1958   | novembre 1966     |
|                      | Lefter Goga          | novembre 1966    | 22 novembre 1970  |
|                      | Dhori Panariti       | 22 novembre 1970 | 23 novembre 1982  |
|                      | Rrapi Mino           | 23 novembre 1982 | 6 maggio 1991     |
|                      | Petrit Serjani       | 14 maggio 1991   | 6 maggio 1992     |
|                      | Maksim Haxhia        | 6 maggio 1992    | 17 settembre 1992 |
|                      | Alush Dragoshi       | 7 dicembre 1992  | 12 agosto 1997    |
|                      | Arben Rakipi         | 12 agosto 1997   | 19 marzo 2002     |
|                      | Theodhori Sollaku    | 29 marzo 2002    | 5 novembre 2007   |
|                      | Ina Rama             | 22 novembre 2007 | 3 dicembre 2012   |
|                      | Adriatik Llalla      | 3 dicembre 2012  | 18 dicembre 2017  |
|                      | Arta Marku           | 18 dicembre 2017 | 6 dicembre 2019   |
|                      | Olsian Çela          | 6 dicembre 2019  | in carica         |